# Рухома група зір Великої Ведмедиці

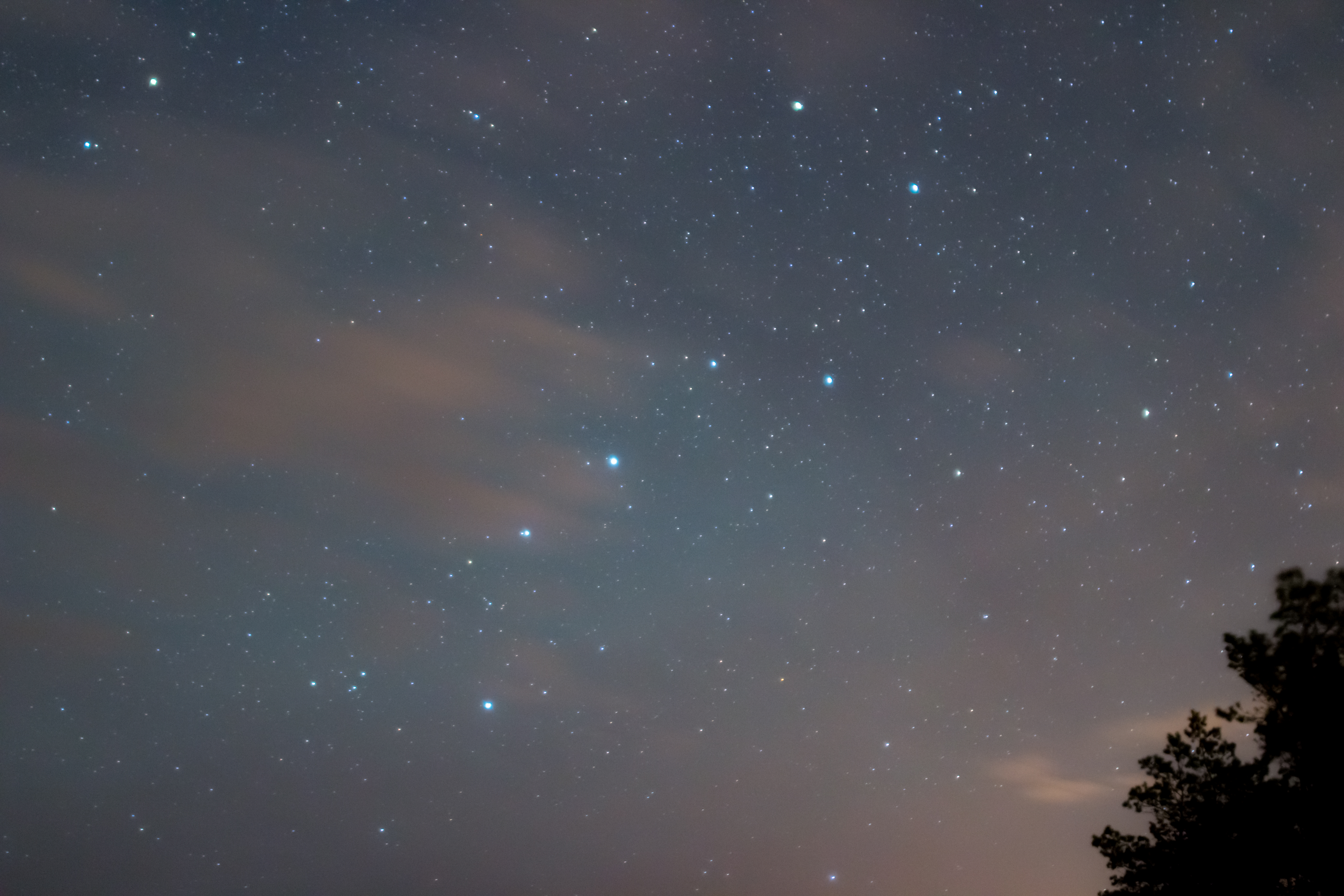
Рухома група Великої Ведмедиці.

Рухо́ма гру́па зір Вели́кої Ведме́диці (Collinder 285) — найближча до Сонця рухома група зір, яка містить зорі зі спільним напрямком руху, близькими швидкостями руху й походженням. Усі зорі утворилися близько 300 мільйонів років тому. Ядро групи розташоване приблизно за 80 світлових років від Сонця. Група багата на яскраві зорі, включаючи більшість зір Великого Воза.

## Відкриття та складові
Усі зорі у рухомій групі Великої Ведмедиці рухаються приблизно в одному напрямку і приблизно з однаковою швидкістю (наближаючись до нас зі швидкістю близько 10 км/с), мають приблизно однакову металічність і, відповідно до теорії зореутворення, мають приблизно однаковий вік. Ці факти змушують астрономів припускати, що зорі групи мають спільне походження.
Через кількість зір, які входять до складу групи, вважається, що вона колись була розсіяним зоряним скупченням і сформувалася з протозоряної туманності приблизно 500 мільйонів років тому. Відтоді група розсіялася по ділянці приблизно 30 на 18 світлових років, центр якої сьогодні перебуває приблизно за 80 світлових років від Сонця, що робить її найближчим зоряним скупченням до Землі.
Рухому групу зір Великої Ведмедиці виявив 1869 року Річард А. Проктор (англ. Richard A. Proctor), який помітив, що зорі Великого Воза (за винятком Дубге і Бенетнаша) мають однаковий власний рух і прямують у бік сузір'я Стрільця. Таким чином, Великий Ківш, на відміну від більшості астеризмів або сузір'їв, значною мірою складається з пов'язаних зір.
Найяскравішими членами групи є Гемма (α Північної Корони), Менкалінан (β Візничого), δ Водолія (δ Aqr), γ Зайця (γ Lep) і β Змії (β Ser). Тьмяніші зорі, які, ймовірно, є членами групи, перелічено у двох категоріях: зорі ядра і зорі потоку.

## Члени групи
Поточні критерії належності до цієї рухомої групи базуються на русі зір у просторі. Цей рух може бути визначений за результатами спостереження власних рухів і паралаксу (або відстані) зір та їхньої променевої швидкості. У дослідженні, опублікованому 2003 року, використовувалися дані, зібрані супутником Гіппаркос (1989–1993 роки), який істотно поліпшив оцінки власного руху й паралаксу довколишніх яскравих зір, удосконаливши вивчення цієї та інших рухомих груп.
На основі даних Гіппаркоса за абсолютною величиною може бути визначений вік зір. Загальний вік зір рухомої групи Великої Ведмедиці, за оцінками, дорівнює приблизно 500 мільйонів років.

### Зорі ядра
Ядро рухомої групи складається з 14 зір, 13 з яких перебувають у сузір'ї Великої Ведмедиці, а одна — у сусідньому сузір'ї Гончих Псів.
Наступні зорі рухомої групи Великої Ведмедиці перебувають близько до її центру:
| Назва     | Сузір'я          | Б | Ф  | HD     | HIP   | Видима велич. | Відстань (с.р.) | Спектр. клас | Примітки                                            |
| --------- | ---------------- | - | -- | ------ | ----- | ------------- | --------------- | ------------ | --------------------------------------------------- |
| Аліот     | Велика Ведмедиця | ε | 77 | 112185 | 62956 | 1.76          | 81              | A0p          |                                                     |
| Міцар A   | Велика Ведмедиця | ζ | 79 | 116656 | 65378 | 2.23          | 78              | A2V          | Мізар, Мізат, Мірза, Васішта (чотирикратна система) |
| Мерак     | Велика Ведмедиця | β | 48 | 95418  | 53910 | 2.34          | 79              | A1V          | Мірак                                               |
| Фекда     | Велика Ведмедиця | γ | 64 | 103287 | 58001 | 2.41          | 84              | A0V SB       | Фад, Фекда, Фегда, Феха, Факд                       |
| Мегрец    | Велика Ведмедиця | δ | 69 | 106591 | 59774 | 3.32          | 81              | A3V          | Каффа                                               |
| Міцар B   | Велика Ведмедиця | ζ | 79 | 116657 |       | 3.95          |                 |              | Частина чотирикратної системи Міцара                |
| Алькор    | Велика Ведмедиця | g | 80 | 116842 | 65477 | 3.99          | 81              | A5V SB       | Алкор, Саїдак, Суха, Арундаті (подвійна система)    |
| 78 UMa    | Велика Ведмедиця |   | 78 | 113139 | 63503 | 4.93          | 81              | F2V          |                                                     |
| 37 UMa    | Велика Ведмедиця |   | 37 | 91480  | 51814 | 5.16          | 86              | F1V          |                                                     |
| HD 115043 | Велика Ведмедиця |   |    | 115043 | 64532 | 6.82          | 84              | G1V          | Gliese 503.2                                        |
| HD 109011 | Велика Ведмедиця |   |    | 109011 | 61100 | 8.10          | 77              | K2V          | NO UMa                                              |
| HD 110463 | Велика Ведмедиця |   |    | 110463 | 61946 | 8.28          | 76              | K3V          | NP UMa                                              |
| HD 109647 | Гончі Пси        |   |    | 109647 | 61481 | 8.53          | 86              | K0           | DO CVn                                              |

### Зорі потоку
Є також потік зір, який, імовірно, містить членів рухомої групи Великої Ведмедиці, ширше розкиданих по небу (від Цефея до сузір'я Південного Трикутника). 
| Назва      | Сузір'я             | Б  | Ф  | HD     | HIP    | Вид. велич. | Відст. (с.р.) | Спек. клас | Примітки                                                          |
| ---------- | ------------------- | -- | -- | ------ | ------ | ----------- | ------------- | ---------- | ----------------------------------------------------------------- |
| Менкалінан | Візничий            | β  | 34 | 40183  | 28360  | 1.90        | 82            | A2V        | Менкалінан, Менкаліна                                             |
| Гемма      | Північна Корона     | α  | 5  | 139006 | 76267  | 2.22        | 75            | A0V        | Алфекка, Алфакка, Гемма, Гнозіа, Stella Coronae, Астерот, Аштарот |
| δ Aqr      | Водолій             | δ  | 76 | 216627 | 113136 | 3.27        | 159           | A3V        | Скат, Шеат, Сеат                                                  |
| ζ Leo      | Лев                 | ζ  | 36 | 89025  | 50335  | 3.43        | 260           | F0III      | Адафера, Альдафера, Альдафара                                     |
| γ Lep А    | Заєць               | γ  | 13 | 38393  | 27072  | 3.59        | 29            | F7V        |                                                                   |
| β Ser      | Змія                | β  | 28 | 141003 | 77233  | 3.65        | 153           | A3V        | Хов                                                               |
| ζ Boo A    | Волопас             | ζ  | 30 | 129246 | 71795  | 3.78        | 180           | A3IVn      |                                                                   |
| χ1 Ori     | Оріон               | χ1 | 54 | 39587  | 27913  | 4.39        | 28            | G0V        |                                                                   |
| ζ Boo B    | Волопас             | ζ  | 30 | 129247 |        | 4.43        | 180           | A2III      |                                                                   |
| 21 LMi     | Малий Лев           |    | 21 | 87696  | 49593  | 4.49        | 91            | A7V        |                                                                   |
| χ Cet А    | Кит                 | χ  | 53 | 11171  | 8497   | 4.66        | 77            | F3III      |                                                                   |
| γ Mic      | Мікроскоп           | γ  | 39 | 199951 | 103738 | 4.67        | 223           | G8III      |                                                                   |
| ζ Crt      | Чаша                | ζ  | 27 | 102070 | 57283  | 4.71        | 350           | G8III      |                                                                   |
| ζ TrA      | Південний Трикутник | ζ  | 31 | 147584 | 80686  | 4.90        | 39            | F9V        |                                                                   |
| 16 Lyr     | Ліра                |    | 16 | 177196 | 93408  | 5.00        | 128           | A7V        |                                                                   |
| 66 Tau     | Телець              | r  | 66 | 27820  | 20522  | 5.10        | 396           | A3V        |                                                                   |
| 59 Dra     | Дракон              |    | 59 | 180777 | 94083  | 5.11        | 89            | A9V        |                                                                   |
| 89 Psc     | Риби                | f  | 89 | 7804   | 6061   | 5.13        | 220           | A3V        |                                                                   |
| HD 75605   | Компас              |    |    | 75605  | 43352  | 5.19        | 229           | G8III      |                                                                   |
| 18 Boo     | Волопас             |    | 18 | 125451 | 69989  | 5.41        | 85            | F5IV       |                                                                   |
| HD 109799  | Гідра               |    |    | 109799 | 61621  | 5.41        | 113           | F0V        |                                                                   |
| π¹ UMa     | Велика Ведмедиця    | π1 | 3  | 72905  | 42438  | 5.63        | 47            | G1.5Vb     | Мусціда                                                           |
| HD 220096  | Скульптор           |    |    | 220096 | 115312 | 5.65        | 329           | G5IV       |                                                                   |
| 29 Com     | Волосся Вероніки    |    | 29 | 111397 | 62541  | 5.71        | 402           | A1V        |                                                                   |
| HD 18778   | Цефей               |    |    | 18778  | 14844  | 5.92        | 202           | A7III-IV   |                                                                   |
| HD 165185  | Стрілець            |    |    | 165185 | 88694  | 5.94        | 57            | G3V        | Gliese 702.1                                                      |
| 6 Sex      | Секстант            |    | 6  | 85364  | 48341  | 6.01        | 200           | A8III      |                                                                   |
| HD 171746  | Геркулес            |    |    | 171746 | 91159  | 6.21        | 112           | G2Vv comp  |                                                                   |
| HD 26932   | Телець              |    |    | 26932  |        | 6.23        | 69            | G0IV       |                                                                   |
| HD 129798  | Дракон              |    |    | 129798 | 71876  | 6.24        | 139           | F2V        | DL Dra                                                            |
| 41 Vir     | Діва                |    | 41 | 112097 | 62933  | 6.25        | 199           | A7III      |                                                                   |
| χ Cet В    | Кит                 | χ  | 53 | 11131  | 8486   | 6.72        | 78            | G0         | EZ Cet                                                            |
| HD 71974 A | Рись                |    |    | 71974  | 41820  | 7.51        | 94            | G5         |                                                                   |
| HD 59747   | Рись                |    |    | 59747  | 36704  | 7.70        | 64            | G5         | DX Lyn                                                            |
| HD 28495   | Жирафа              |    |    | 28495  | 21276  | 7.76        | 90            | G0         | MS Cam                                                            |
| HD 173950  | Ліра                |    |    | 173950 | 92122  | 8.08        | 121           | G5         | V595 Lyr                                                          |
| HIP 66459  | Гончі Пси           |    |    |        | 66459  | 9.06        | 36            | K5         | Gliese 519                                                        |
| HD 71974 B | Рись                |    |    | 71974  | 41820  | 9.09        | 94            |            |                                                                   |
| HD 95650   | Лев                 |    |    | 95650  | 53985  | 9.68        | 38            | M0         | DS Leo, Gliese 410                                                |
| HD 238224  | Велика Ведмедиця    |    |    | 238224 | 65327  | 9.72        | 82            | K5         | Gliese 509.1                                                      |
| HD 13959   | Кит                 |    |    | 13959  | 10552  | 9.76        | 124           | K2         | Gliese 91.1                                                       |
| HD 156498  | Змієносець          |    |    | 156498 | 84595  | 9.98        | 271           |            | V2369 Oph                                                         |

### Зорі, що не є частиною групи
Зорі Великого Воза Дубге (α Великої Ведмедиці) і Алькайд (η Великої Ведмедиці) не є членами цієї групи. Вони перебувають далі й рухаються в дуже різних напрямках.
Яскравий Сіріус довгий час уважався членом рухомої групи зір Великої Ведмедиці, але, за даними дослідження Джеремі Кінґа (Jeremy King) 2003 року (Клемсонський університет), не належить до неї. Дослідження вказують на те, що він занадто молодий, щоб входити в цю групу.
Сонячна система перебуває на околиці цього потоку, але не є його членом, бо приблизно в 10 разів старіша. Сонце лише дрейфує вздовж потоку по своїй галактичній орбіті. 40 мільйонів років тому воно було дуже далеко від групи Великої Ведмедиці[джерело?].

## Зовнішні посилання
- Сайт Університету Аризони(англ.)
- Сайт астрономії Кена Кросвелла. [Архівовано 25 жовтня 2008 у Wayback Machine.](англ.)
- Glenn LeDrew. "AstroNotes: The Ursa Major Moving Cluster". 1998 рік.(англ.) Перевірено 28 липня 2005.
- Зоряні кінематичні групи, Надскупчення, Рухомі групи [Архівовано 12 жовтня 2008 у Wayback Machine.] - Д. Монтес, UСМ(англ.)
- Дж. Р. Кінґ і співавт. Astronomical Journal, класифікація членів групи на основі даних Hipparcos. 2003 рік.(англ.)